# Tuuraneva
Tuuraneva är en sumpmark i Finland. Den ligger i Virdois i landskapet Birkaland, i den sydvästra delen av landet, 260 km norr om huvudstaden Helsingfors. Tuuraneva ligger vid sjön Seinäjärvi.